# João Osório Bueno Brzezinski
João Osório Bueno Brzezinski (ur. 1941 w Castro, Parana, Brazylia) – brazylijski malarz, rzeźbiarz, grafik, rysownik i pedagog.

## Życiorys
Jest potomkiem polskich emigrantów, którzy przybyli do Brazylii ok. 1860. Ukończył malarstwo w Escola de Belas Artes do Paraná w 1962 i dydaktykę rysunku na Katolickim Wydziale Filozoficznym w 1963. Swoją pierwszą indywidualną wystawę miał w Galerii Toca w 1968. Między 1968 a 1977 w Kurytybie wykładał w Escola de Belas Artes Paraná, w latach 1973-1980 w pracowni malarstwa i kolażu w Centro de Criatividade oraz w 1982 na Wydziale Sztuki Uniwersytetu Federalnego Paraná. Równolegle z tymi działaniami w latach 1971-1978 pełnił funkcję dyrektora Muzeum Alfreda Andersena, a w 1972 brał udział w organizacji Salão Paranaense. W 1992 roku zorganizował retrospektywę The Infinite and More a Little w Muzeum Sztuki Paraná.

## Twórczość

### Wystawy indywidualne
- 1968 - Curitiba PR - Toca Gallery
- 1970 - Curitiba PR - Paulo Valente Gallery
- 1973 - Curitiba PR - Teatro Paiol Gallery
- 1976 - Curitiba PR - Alpendre Gallery
- 1985 - Curitiba PR - Studio Krieger
- 1987 - Curitiba PR - Arte Correa
- 1988 - Curitiba PR - Gallery Casabrannka
- 1988 - Curitiba PR - Gallery Banestado
- 1991 - Curitiba PR - Acaiaca